# 中华民国临时副总统
中华民国临时副总统是中华民国初年设置的官职。

## 法源
1911年12月3日公布的《中华民国临时政府组织大纲》中，本来并无副总统的规定。但1912年1月2日，《中华民国临时政府组织大纲》进行了修正，在第一章增加了有关副总统的规定。其一，在第一条中增加了“副总统”三个字，使第一条成为：
第一条　临时大总统、副总统由各省都督府代表选举之，以得票满投票总数三分之二以上者为当选。代表投票权，每省以一票为限。
其二，增加了第七条，条文如下：
第七条　临时副总统于大总统因故去职时升任之，但于大总统有故障不能视事时，得受大总统之委任，代行其职权。
民国元年（1912年）3月11日公布并施行的《中华民国临时约法》则对临时副总统有如下规定：
第二十九条 临时大总统、副总统由参议院选举之。以总员四分三以上出席得票满投票总数三分二以上者为当选。 

第四十二条 临时副总统于临时大总统因故去职，或不能视事时得代行其职权。

## 历任临时副总统
| 任次               | 姓名   | 肖像          | 就任時間       | 卸任時間      | 政黨                 | 在任總統           |
| ------------------ | ------ | ------------- | -------------- | ------------- | -------------------- | ------------------ |
| 中華民國臨時副總統 |        |               |                |               |                      |                    |
| 1                  | 黎元洪 |               | 1912年1月8日   | 1912年3月10日 |                      | 孫文（臨時大總統） |
| 2                  | 黎元洪 | 1912年3月10日 | 1913年10月10日 |               | 袁世凱（臨時大總統） |                    |